# Nissan MID4
La Nissan MID4 était un concept car de voiture de sport développé par le constructeur automobile japonais Nissan entre 1985 et 1987.

## Histoire
Dévoilée pour la première fois au Salon international de l'automobile de Francfort de 1985, la MID4 était un concept-car conçu par Nissan qui devait être mis en vente au milieu ou à la fin des années 80. Nissan avait pour objectif que la MID4 rivalise avec les supercars européennes de Porsche ou de Ferrari. Elle présentait un moteur central et une transmission intégrale ainsi qu'un large éventail de technologies et de fonctionnalités qui ont fini par se retrouver dans d'autres Nissan. La MID4 a évolué vers la MID4 II, bien qu'aucune des deux versions n'est jamais été produite.

## Développement
La responsabilité de créer la MID4 a été confiée à une équipe de designers dirigée par Shinichirō Sakurai au printemps 1984. Les quatre premiers prototypes furent achevés en mars 1985.

## MID4

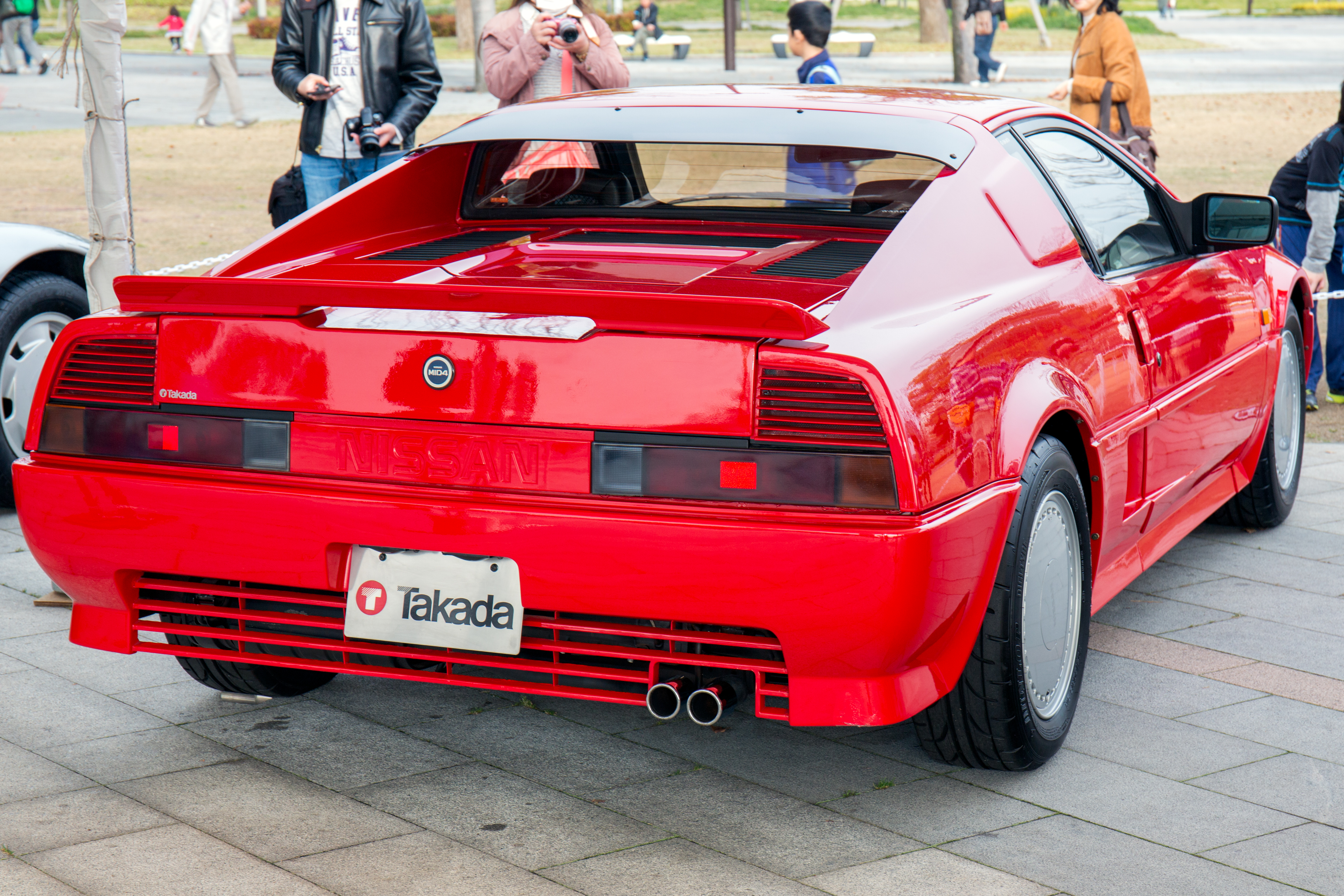
Arrière

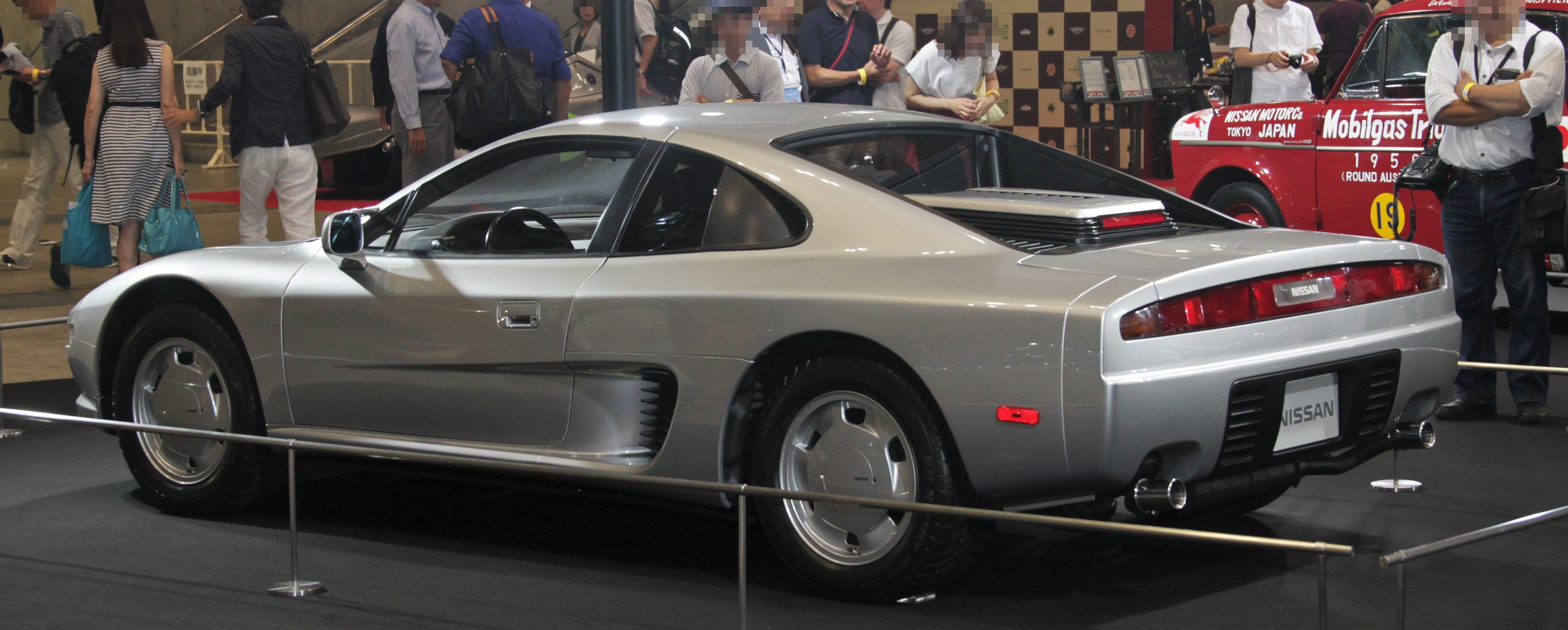
Arrière

La MID4 a été dévoilée pour la première fois au Salon de l'auto de Francfort en 1985. Le design s'inspire des voitures de sport européennes de l'époque, telles que la Lotus Esprit et la Ferrari Testarossa. Son système de traction intégrale distribuait la puissance du nouveau moteur VG30DE à hauteur de 33 % à l'avant et 67 % à l'arrière, et était le prédécesseur du système ATTESA (en anglais, Advanced Total Traction Engineering System for All-Terrain). Le moteur V6 atmosphérique développait 245 ch. La MID4 a également été la première voiture à être équipée du tout nouveau système de direction à quatre roues HICAS (en anglais, High Capacity Actively Controlled Steering) de Nissan et avait une vitesse de pointe revendiquée de 249 km/h (155 mph). Une suspension arrière multibras et une suspension avant à double triangulation ont été ajoutées pour une meilleure maniabilité. Les systèmes ATTESA et HICAS finiront par être intégrés à la Nissan Skyline GT-R en 1987.

## MID4-II
La MID4-II a fait ses débuts au Salon automobile de Tokyo de 1987 et a présenté de nombreux changements par rapport au design précédent. Le plus important était le moteur, un VG30DETT à double turbocompresseur et à refroidissement intermédiaire, offrant un couple évalué à 330 PS (243 kW) et 245 lb⋅pi (332 N⋅m). La MID4-II n'a finalement jamais été produite en raison de son coût. Le moteur sera cependant utilisé dans la Nissan 300ZX de 1989.